# Pignan
Pignan (okcitansko Pinhan) je naselje in občina v južnem francoskem departmaju Hérault regije Languedoc-Roussillon. Leta 2009 je naselje imelo 6.250 prebivalcev.

## Geografija
Naselje leži v pokrajini Languedoc 11 km jugozahodno od središča Montpelliera.

## Uprava
Pignan je sedež istoimenskega kantona, v katerega so poleg njegove vključene še občine Cournonsec, Cournonterral, Fabrègues, Murviel-lès-Montpellier, Saussan in Saint-Georges-d'Orques z 29.239 prebivalci.
Kanton Pignan je sestavni del okrožja Montpellier.

## Zanimivosti
- staro srednjeveško mestno jedro
- mestna hiša Hôtel de ville, nekdanji dvorec château de Turenne iz konca 17. stoletja,
- neogotska cerkev Marijinega Vnebovzetja iz druge polovice 19. stoletja,
- cistercijanska opatija Vignogoul iz 12. stoletja.

- Opatija Vignogoul
- Tour de Fort Viel
- Mestna vrata z urnim stolpom
- Cerkev Marijinega Vnebovzetja

## Pobratena mesta
- Sinzheim (Baden-Württemberg, Nemčija).